# یواس‌اس تورسک (اس‌اس-۴۲۳)
یواس‌اس تورسک (اس‌اس-۴۲۳) (به انگلیسی: USS Torsk (SS-423)) یک زیردریایی بود که طول آن ۳۱۱ فوت ۸ اینچ (۹۵٫۰۰ متر) بود. این زیردریایی در سال ۱۹۴۴ ساخته شد.